# Hilara miriptera
Hilara miriptera är en tvåvingeart som beskrevs av Straka 1976. Hilara miriptera ingår i släktet Hilara och familjen dansflugor. Inga underarter finns listade i Catalogue of Life.